# Double Diamond (Designprozessmodell)

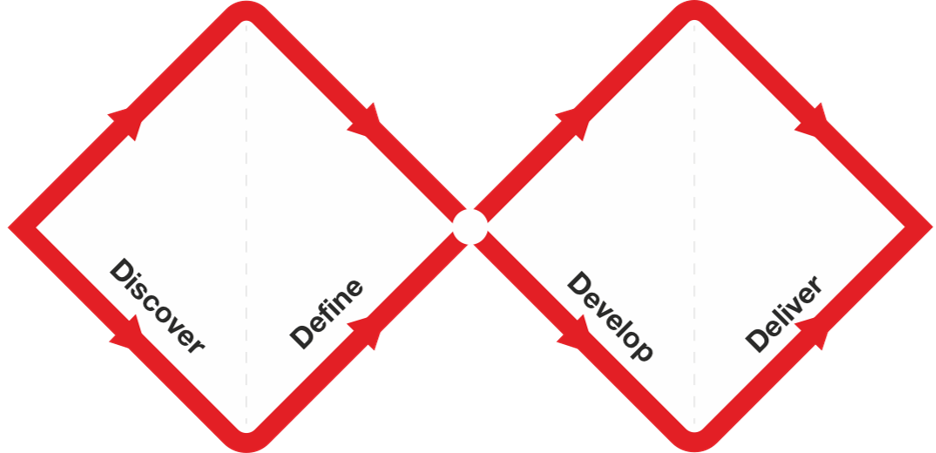
Die visuelle Darstellung des Double-Diamond-Design- und Innovationsprozesses.

Double Diamond (deutsch: doppelter Diamant) ist der Name eines Designprozessmodells, das 2005 vom British Design Council populär gemacht, und aus dem 1996 vom ungarisch-amerikanischen Linguisten Béla H. Bánáthy vorgeschlagenen Divergenz-Konvergenz-Modell adaptiert wurde. Die beiden Diamanten stellen einen Prozess dar, bei dem ein Thema umfassender oder tiefer untersucht wird (divergentes Denken) und dann Maßnahmen ergriffen werden (konvergentes Denken). Abhängig von der Zielsetzung und den Ressourcen bietet sich in den Phasen der Einsatz unterschiedlicher Kreativmethoden an. Demnach sollte ein Entwurfs- oder Designprozess aus vier Phasen bestehen:
- Entdecken (Discover): Verstehen Sie das Problem, anstatt es nur anzunehmen. Dabei geht es darum, mit Menschen zu sprechen und Zeit mit ihnen zu verbringen, die von den Problemen betroffen sind.
- Definieren (Define): Die aus der Entdeckungsphase gewonnenen Erkenntnisse können dabei helfen, die Herausforderung anders zu definieren.
- Entwickeln (Develop): Geben Sie unterschiedliche Antworten auf das klar definierte Problem, lassen Sie sich von anderswo inspirieren und gestalten Sie gemeinsam mit einer Reihe unterschiedlicher Personen.
- Liefern (Deliver): Beinhaltet das Testen verschiedener Lösungen im kleinen Maßstab, das Verwerfen derjenigen, die nicht funktionieren, und die Verbesserung derjenigen, die funktionieren.[6]

Zur Feier des 20-jährigen Bestehens des Double Diamond im Jahr 2023 veröffentlichte das Design Council eine visuelle Darstellung unter einer offenen Lizenz und erstellte eine Vorlage für die Software Mural, eine Web-Plattform, die Blanko-Boards (Canvases) zur Verfügung stellt.